# Tougouni
Tougouni è un comune rurale del Mali facente parte del circondario di Koulikoro, nella regione omonima.
Il comune è composto da 24 nuclei abitati:
- Balaban
- Baricoro
- Béléninko
- Gonindo
- Dani
- Donguèrè
- Dorébougou Diatilé
- Kanika
- Katiola
- Kiyiban
- Komba
- Komoni

- Konina
- Mamabougou
- Moba
- N'Golobougou
- N'Tjibougou
- Nieblen
- Noumoubougou
- Ouegnan
- Oulla
- Sanamani
- Singueye
- Tougouni